# Cyperus simplex
Cyperus simplex är en halvgräsart som beskrevs av Carl Sigismund Kunth. Cyperus simplex ingår i släktet papyrusar, och familjen halvgräs. Inga underarter finns listade i Catalogue of Life.